# Pseudostrebla sparsisetis
Pseudostrebla sparsisetis är en tvåvingeart som beskrevs av Wenzel 1976. Pseudostrebla sparsisetis ingår i släktet Pseudostrebla och familjen lusflugor. Inga underarter finns listade i Catalogue of Life.